# Canale Navile
Le canale Navile est un canal artificiel de la province de Bologne en Italie du nord, qui fait partie des canaux de Bologne..

## Géographie
Le canal part de la cité de Bologne au port près de la porte Lame et se dirige vers le nord-est en traversant la Valle Padusa de l’époque, marais au sud du Delta du Pô, puis rejoint, à Malalbergo, le Reno en amont de l'antique confluence (loc. Traghetto) avec l'ex Pô di Primaro (aujourd’hui remplacé par le Reno) à la limite de la province de Ferrare après 36 km de parcours.

## Hydrologie
Le canal est alimenté en eaux par celles du canale di Reno, du canale di Savena et du torrent Aposa qui traverse la cité.

## Histoire
- Le Canale Navile fut construit en 1208 et servait comme voie au trafic commercial vers Ferrare et Venise, reliant Bologne aux grands marchés internationaux.. Le port, qu'il servit en ville jusqu'en 1952, dans le Moyen âge était considéré comme un des ports fluviaux majeurs d'Italie et Bologne était dotée d'une flotte considérable telle à vaincre la Sérénissime dans la bataille navale de Primaro.
- À la fin du XVe siècle, pour vaincre la dénivellation entre Corticella et Bologne, on construisit les premières écluses en bois, œuvre de l’ingénieur milanais Pietro Brambilla.

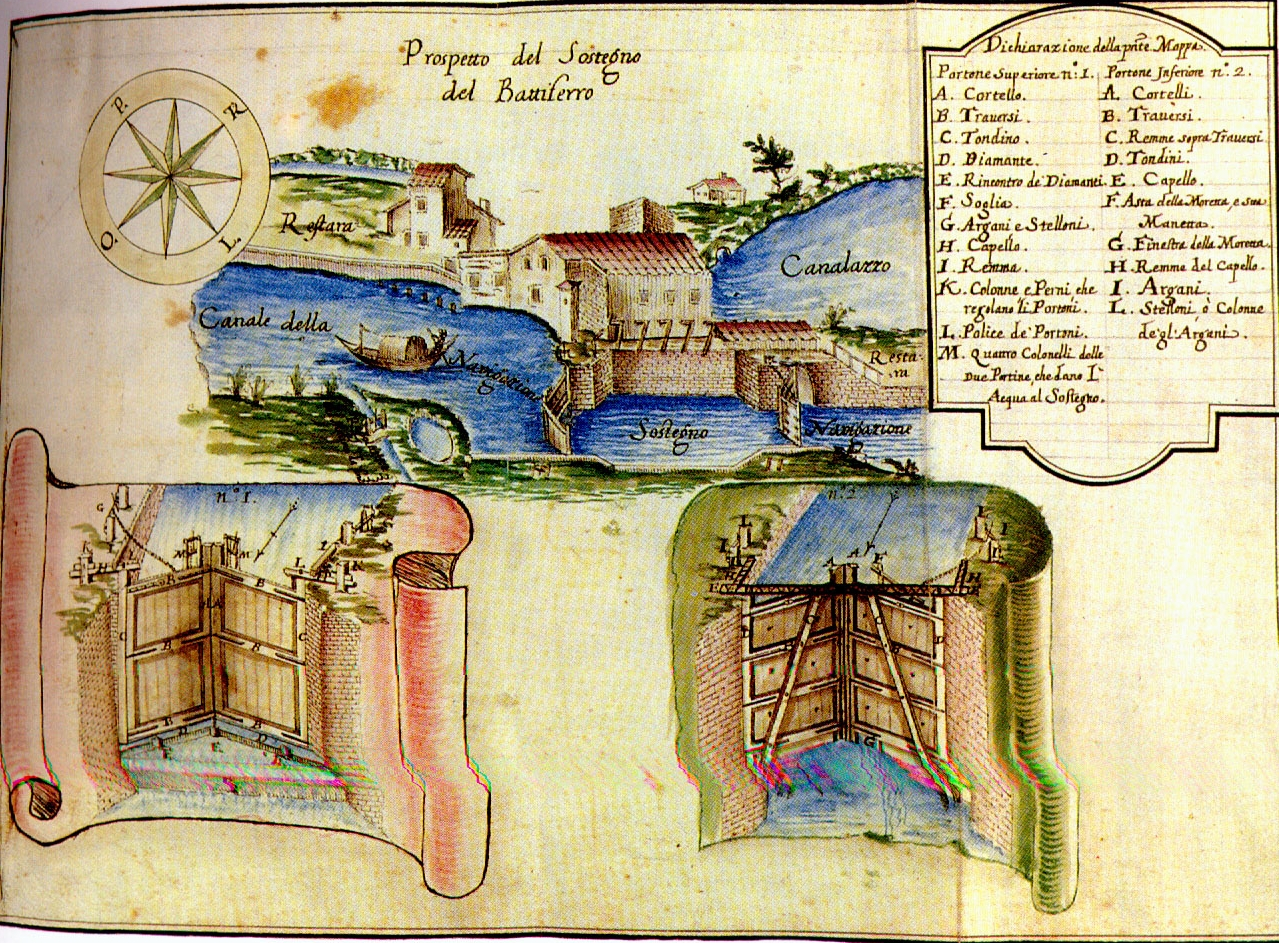
L’écluse de Battiferro sur le canale Navile

- En 1548, l’architecte Jacopo Barozzi da Vignola, dit le « Vignole », vint à Bologne pour améliorer la navigation et la construction des premières écluses maçonnées en pierre, en remplacement de celle en bois. Ces écluses de forme concave résistaient à la pression du terrain et (d’après les dessins de l’époque) étaient pourvues de portes à doubles battants fermant à contre-courant (portes busquées), selon un dessin de Léonard de Vinci et déjà expérimentées sur les canaux de Milan.

Le Navile, fut doté d'une série d'écluses (dites « soutiens ») une (l'écluse du Battiferro) est attribuée au génie de Léonard de Vinci. 
- En 1775, à Malalbergo une écluse est construite pour permettre la navigation directe de Bologne au Pô sans transborder les marchandises et les passagers. D’ici des marchandises poursuivaient la navigation jusqu'au Pô et à l'Adriatique, à travers les zones marécageuses, territoire constamment inondé par les eaux des fleuves. *Entre Bologne et Malalbergo, sont encore présents; les systèmes de manœuvre et les  écluses (conche en italien) de navigation qu'ils permettaient d’absorber les dénivellations.
- La vie, le long du Canal Navile, ne fut jamais facile (même si elle fut au centre des transports et de l’économie bolonaise pendant plusieurs siècles); parce que l’eau qu’il transportait était suffisante pour garantir navigation pour environ seulement sept mois par an.
- À partir du XIXe siècle le développement des routes et l’avènement des machines à vapeur, puis des chemins de fer, signèrent la fin d’une navigation trop lente et discontinue. Le Canal se réduit d’année en année jusqu’à la seconde guerre mondiale où il sera couvert et finira en égout à ciel ouvert.

### Régate et transport
La régate historique organisée sur le canal pour le mariage entre Annibale fils de Giovanni Bentivoglio, seigneur de Bologne, et Lucrezia d'Este, fille naturelle d’Hercule Ier d'Este, duc de Ferrare, le 29 janvier 1487, au Château de Bentivoglio, à mi-chemin, célébré avec la fameuse "grande bouffe" (il se consommera 600 litres de vin et 28 « portées » de viande de 10 quintaux).